# Fofos
Fofos je mali otok uz južnu obalu otoka Guama. S kopnom je povezan koraljnim grebenom Merizo.

## Daljnje čitanje
- National Centers for Coastal Ocean Science
- Bendure, G. & Friary, N. (1988) Micronesia:A travel survival kit. South Yarra, VIC: Lonely Planet.